# Juan de Peñaranda
Juan de Peñaranda (Talamanca de Jarama, Corona de España, 1535 – Cartago de la provincia de Costa Rica, Imperio español, principios del siglo XVII) fue un funcionario español que como teniente de gobernador tuvo que ocupar el gobierno interino de Costa Rica en 1589.

## Biografía
Juan de Peñaranda había nacido en el año 1535 en la ciudad de Talamanca de la cuenca del río Jarama, en el territorio de Castilla la Nueva que formaba parte de la Corona de España, siendo hijo de Pedro de Peñaranda.
Llegó a Costa Rica con su familia en 1577 y posteriormente fue nombrado alcalde ordinario de la ciudad de Cartago. Se casó con Sabina de Sojo y Artieda, una hermana del gobernador costarricense Diego de Artieda Chirino y Uclés, con quien tuvo por lo menos a un hijo llamado Diego de Sojo y Peñaranda quien sería el fundador de la ciudad de Santiago de Talamanca en 1605.
En 1589, cuando su cuñado fue depuesto y tuvo que abandonar Costa Rica para presentarse en la ciudad de Guatemala, se hizo cargo de forma interina del gobierno de Costa Rica en calidad de teniente de gobernador.
Se mantuvo en ese destino a pesar de la suspensión y la muerte de Artieda Chirino. En octubre de 1590 entregó el gobierno al juez de comisión y gobernador interino Juan Velázquez Ramiro de Logrosán.
Finalmente Juan de Peñaranda falleció en la ciudad costarricense de Cartago a principios del siglo XVII.